# ديك راندولف
ديك راندولف (بالإنجليزية: Dick Randolph)‏ هو شخصية أعمال وسياسي أمريكي، ولد في 10 أبريل 1936. حزبياً، نشط في الحزب الجمهوري. وقد انتخب عضو مجلس نواب ألاسكا.